# 폴리포니 디지털
폴리포니 디지털(Polyphony Digital)은 소니 컴퓨터 엔터테인먼트의 비디오게임 개발 자회사로, SCE 월드와이드 스튜디오의 일부이다. 최초에는 폴리스 엔터테인먼트(Poly's Entertainment)였지만, 그란 투리스모의 성공 이후 폴리포니 디지털로 변경한다.

## 개발한 게임
| 게임명                                 | 출시일           | 플랫폼                |
| -------------------------------------- | ---------------- | --------------------- |
| 모터 툰 그랑프리                       | 1994년 12월 16일 | 플레이스테이션        |
| 모터 툰 그랑프리 2                     | 1996년 6월 10일  | 플레이스테이션        |
| 그란 투리스모                          | 1997년 12월 23일 | 플레이스테이션        |
| 오메가 부스트                          | 1999년 4월 22일  | 플레이스테이션        |
| 그란 투리스모 2                        | 1999년 12월 11일 | 플레이스테이션        |
| 그란 투리스모 3: A-Spec                | 2001년 4월 28일  | 플레이스테이션 2      |
| 그란 투리스모 컨셉 2001 도쿄           | 2001년           | 플레이스테이션 2      |
| 그란 투리스모 컨셉 2002 도쿄-서울      | 2002년           | 플레이스테이션 2      |
| 그란 투리스모 컨셉 2002 도쿄-제네바    | 2002년 1월 1일   | 플레이스테이션 2      |
| 그란 투리스모 4 프롤로그               | 2003년 12월 4일  | 플레이스테이션 2      |
| 그란 투리스모 4                        | 2004년 12월 28일 | 플레이스테이션 2      |
| 그란 투리스모 4 토요타 MTRC 버전       |                  | 플레이스테이션 2      |
| 그란 투리스모 4 토요타 프리우스 에디션 |                  | 플레이스테이션 2      |
| 그란 투리스모 4 닛산 350Z 한정판       |                  | 플레이스테이션 2      |
| 투어리스트 트로피                      | 2006년 2월 2일   | 플레이스테이션 2      |
| 그란 투리스모 HD                       | 2006년 12월 24일 | 플레이스테이션 3      |
| 그란 투리스모 5 프롤로그               | 2007년 12월 13일 | 플레이스테이션 3      |
| 그란 투리스모 (PSP)                    | 2009년 10월 1일  | 플레이스테이션 포터블 |
| 그란 투리스모 5                        | 2010년 11월 24일 | 플레이스테이션 3      |
| 그란 투리스모 6                        | 2013년 12월 6일  | 플레이스테이션 3      |
| 그란 투리스모 스포트                   | 2017년 10월 17일 | 플레이스테이션 4      |
| 그란 투리스모 7                        | 미정             | 플레이스테이션 5      |